# Championnat d'Azerbaïdjan de football 1993-1994
Navigation
Saison précédente Saison suivante
La saison 1993-1994 du Championnat d'Azerbaïdjan de football était la 3e édition de la première division azéri depuis que la république a acquis son indépendance de l'ex-URSS en août 1991. Appelée Top League, elle regroupe 16 clubs azéris regroupés en une poule unique où tous les clubs s'affrontent en matchs aller et retour. À la fin de la compétition, les quatre derniers du classement sont relégués en deuxième division.

Cette saison, c'est le club de PFK Turan Tovuz qui remporte le titre en terminant en tête du classement, avec un point d'avance sur le tenant du titre, FK Qarabag Agdam et 3 sur Kapaz Gandja. C'est le premier titre de champion d'Azerbaïdjan de l'histoire du club.

## Les 16 clubs participants
| - FK Neftchi Bakou - Khazar Symgayit - Inshaatchi Bakou - Kur Mingechaur - FK Shahdag-Samur Qusar - Vilyash Masall - FK Khazar Lenkoran - PFK Turan Tovuz | - Nidzhat Mashtagi - Kapaz Gandja - FK Qarabag Agdam - Kurmuk Kakhi - Azeri Bakou - Pambygchi Barda - Khazri Buzovna - Promu de D2 - Avtomobilchi Yevlakh - Promu de D2 |

## Compétition
Le barème de points servant à établir le classement se décompose ainsi :
- Victoire : 2 points
- Match nul : 1 point
- Défaite : 0 point

### Classement
| Rang | Équipe                 | Pts | J  | G  | N  | P  | Bp | Bc | Diff |
| ---- | ---------------------- | --- | -- | -- | -- | -- | -- | -- | ---- |
| 1    | PFK Turan Tovuz        | 50  | 30 | 23 | 4  | 3  | 74 | 18 | +56  |
| 2    | FK Qarabag Agdam T     | 49  | 30 | 21 | 7  | 2  | 52 | 12 | +40  |
| 3    | Kapaz Gandja C         | 47  | 30 | 20 | 7  | 3  | 74 | 25 | +49  |
| 4    | Khazar Sumgait         | 35  | 30 | 13 | 9  | 8  | 44 | 28 | +16  |
| 5    | Kyur Nur Mingechaur    | 33  | 30 | 13 | 7  | 10 | 36 | 33 | +3   |
| 6    | Vilyazh Masally        | 32  | 30 | 15 | 2  | 13 | 28 | 28 | 0    |
| 7    | Nidzhat Mashtagi       | 31  | 30 | 11 | 9  | 10 | 32 | 29 | +3   |
| 8    | FK Neftchi Bakou       | 29  | 30 | 11 | 7  | 12 | 37 | 11 | +26  |
| 9    | FK Khazar Lenkoran     | 29  | 30 | 10 | 9  | 11 | 44 | 33 | +11  |
| 10   | Inshaatchi Bakou       | 28  | 30 | 9  | 10 | 11 | 18 | 25 | -7   |
| 11   | Pambygchi Barda        | 27  | 30 | 11 | 5  | 14 | 32 | 40 | -8   |
| 12   | Khazri Buzavna P       | 27  | 30 | 10 | 7  | 13 | 35 | 34 | +1   |
| 13   | FK Shahdag-Samur Qusar | 24  | 30 | 11 | 2  | 17 | 40 | 62 | -22  |
| 14   | Azeri Bakou            | 21  | 30 | 7  | 7  | 16 | 28 | 53 | -25  |
| 15   | Kyumruk Kakhi          | 13  | 30 | 5  | 3  | 22 | 18 | 84 | -66  |
| 16   | Avtomobilchi Yevlakh P | 5   | 30 | 2  | 1  | 27 | 13 | 90 | -77  |

|  | Qualification pour la Coupe UEFA 1994-1995 |
|  | Relégation directe en deuxième division    |

## Bilan de la saison
| Championnat d'Azerbaïdjan de football 1993-1994 |                             |
| Champion                                        | PFK Turan Tovuz (1er titre) |
| Coupes et trophées                              |                             |
| Vainqueur de la Coupe d'Azerbaïdjan 1993-1994   | FK Gandja                   |
| Qualifications continentales                    |                             |
| Coupe UEFA 1994-1995                            | PFK Turan Tovuz             |
| Promotions et relégations                       |                             |
| Promus en Top League                            | Pambygchi Neftechala        |
| Relégués en First League                        | FK Shahdag-Samur Qusar      |
| Relégués en First League                        | Azeri Bakou                 |
| Relégués en First League                        | Kyumruk Kakhi               |
| Relégués en First League                        | Avtomobilchi Yevlakh        |